# Рошкань (Ясси)
Рошкань, Рошкані (рум. Roșcani) — село у повіті Ясси в Румунії. Входить до складу комуни Рошкань.
Село розташоване на відстані 350 км на північ від Бухареста, 36 км на північний захід від Ясс.

## Населення
За даними перепису населення 2002 року у селі проживали 798 осіб, усі — румуни. Усі жителі села рідною мовою назвали румунську.